# Статик, Уэйн
Уэйн Статик (англ. Wayne Static), настоящее имя Уэйн Ричард Уэллс (англ. Wayne Richard Wells, 4 ноября 1965, Маскигон Мичиган, США — 1 ноября 2014) — американский музыкант и ведущий вокалист, гитарист, клавишник рок-группы Static-X. Он выпустил свой единственный сольный студийный альбом Pighammer 4 октября 2011 года.

## Жизнь до карьеры
До переезда в Чикаго, а затем и в Калифорнию, Уэйн Статик рос в Шелби, штат Мичиган. Ему было три года когда он получил игрушечную гитару. Его родители решили в семь лет подарить ему его первую настоящую гитару модели S12. Он получал уроки игры, которые окупились год спустя, когда он выиграл соревнование талантов исполняя песню Slip to My Lou. В 12 лет Уэйн играл в первой своей группе. Играя в этой группе он решил, что хочет стать музыкантом. Уэйн посещал среднюю школу в Шелби и также был занят на временных работах летом: как сборщиком спаржи, так и на вишнёвой фабрике консервов.

## Карьера
Переехав в Чикаго, Уэйн в 1987 году создал постпанк-группу Deep Blue Dream с барабанщиком Кеном Джеем, басистом Эриком Харрисом и Билли Корганом, которые позже сформировали the Smashing Pumpkins. Deep Blue Dream просуществовала недолго, поскольку Уэйн и Джей переехали в Калифорнию. В Калифорнии Уэйн и Джей сформировали Static-X вместе с Тони Кампосом на басу и Коити Фукудой на гитаре. Именно в этот момент Уэллс взял себе имя Уэйн Статик.
Уэйн был известен своей необычной причёской: его волосы держались в вертикальном положении. Процесс её создания занимал около 20 минут.
В июле 2007 года, Уэйн Статик объявил что он начнёт свой сольный проект, Pighammer, но в интервью в декабре 2007 года с Ultimate-Guitar.com, Уэйн Статик сказал: «Pighammer — это мой сольный проект, которым я займусь, когда у меня будет больше свободного времени. В настоящее время Static-X остаётся моим главным приоритетом».
Статик изображён на обложке альбома Static-X 2009 года, Cult of Static.
В последние годы Уэйн Статик гастролировал с сессионными музыкантами в составе своего соло-проекта Pighammer после окончания записи своего первого сольного альбома.
Его сольный альбом Pighammer был выпущен 4 октября 2011 года. В рамках своего сольного проекта Pighammer, Static сформировал новый состав, состоящий из Брента Эшли на басу, Шона Дэвидсона на барабанах и Ashes на гитаре. В 2012 году этот состав отправился в турне Noise Revolution под названием Static-X. Однако в октябре 2012 года оставшаяся часть тура была отменена из-за здоровья Статика, потребовавшего медицинского вмешательства.
В интервью, сделанном 26 ноября 2013 года, было подтверждено, что Static-X распались в июне 2013 года. По словам Статика, споры между ним и бывшим басистом группы Тони Кампосом из-за прав на название зашли слишком далеко, вынудив его распустить четверку. Они должны были выступить в качестве совместного хедлайнера в туре по США с Powerman 5000 в ноябре 2014 года при поддержке American Head Charge.
Последняя официально записанная композиция в 2013 году с живым Уэйном называется «Noise Revolution» совместно с Дэррилом Макдэниелсом из Run-D.M.C.

## Оборудование
Static установил единственный хамбакер Seymour Duncan SH-6B «Distortion» на всех позициях бриджа своей гитары; до перехода на EMG 81 в 2012 году после подписания контракта с Dean. Его фирменные гитары Epiphone, ESP LTD и Dean не поставлялись с нековыми звукоснимателями, поскольку он ими не пользовался.
Static использовал Gibson Flying V в начале своей карьеры; его можно было увидеть на видео вплоть до 2003 года.
Static также использовал Gibson Explorer; как видно из музыкального клипа на песню «I’m With Stupid».
В 2004 году Epiphone выпустила фирменную гитару Wayne Static Flying V. «Особенности модели Static включают в себя один регулятор громкости и один тумблер для двух звукоснимателей Epiphone USA, отсутствие накладки, накладку из черного дерева без вставок, черную фурнитуру, простую черную сатиновую отделку и логотип Static-X на передней бабке»
В 2007 году ESP выпустила фирменную гитару ESP Ltd Static-600 Wayne Static Signature. Он отличался корпусом в форме Explorer, одиночным хамбакером Seymour Duncan Distortion и никелированной / алмазной накладкой, покрывающей весь корпус из красного дерева, как видно на живых фотографиях.
В 2009 году ESP выпустила ESP LTD Static-600V GMB в качестве новой фирменной гитары Static. Он отличался летящим V-образным корпусом с металлическими пластинами в виде ромбов, привинченными к передней части корпуса, черной фурнитурой и логотипом Static X на 12-м ладу.
В 2012 году Static присоединился к Dean guitars и начал играть на пользовательском ML Modifier. До своей смерти Static играл на гитарах Dean в качестве индоссанта. В то время как Дин не выпускал модель Static signature, он выпустил серию пользовательских моделей для Static; оснащенных его стандартным хамбакером с одним мостом и одним регулятором громкости.
Для своего живого звучания Static использовал простой Marshall MG100HDFX. MG100HDFX был одним из самых дешевых транзисторных усилителей, изготовленных Marshall во время гастролей Static со Static X. В туре Static могли легко и недорого получить замену, если усилитель ломался. Поломка усилителей не была распространенной проблемой, поскольку транзисторные усилители, такие как MG100HDFX, менее подвержены поломкам, чем ламповые усилители, что является еще одной причиной их выбора.
Кабинетом Static был выбран Marshall 1960A.
Начиная с тура «Cult of Static» в 2009 году, все Static-X отказались от традиционно используемых в турах усилителей и кабинетов в пользу линейки 6 Pod XT Pro direct to P.A. sound, созданной и обслуживаемой давним гитарным техником Эриком Финчером.

### Сотрудничество
- 2002 — Jonathan Davis & Richard Gibbs featuring Wayne Static — Not Meant for Me
- 2003 — Godhead & Wayne Static — The Giveaway
- 2004 — Mephisto Odyssey & Wayne Static (and Koichi Fukuda) — Crash
- 2004 — Skinny Puppy & Wayne Static — Use Less
- 2006 — Soil & Wayne Static — Give It Up
- 2008 — Opiate for the Masses & Wayne Static — 21st Century Time Bomb
- 2009 — My Evolution & Wayne Static — So Happy
- 2009 — Dirge Within & Wayne Static — Inhuman
- 2010 — Raymond Herrera & Wayne Static — Decimator (originally recorded in 2005)
- 2011 — 9 Electric & Wayne Static — Destroy As You Go
- 2013 — Run DMC & Wayne Static — Noise Revolution

### Появления
- 2002 — Статик появляется в клипе The X-Ecutioners «It’s Goin' Down», вместе c Майком Шинодой и Мистером Ханом из Linkin Park.
- 2006 — Статик появляется в клипе Silent Civilian «Rebirth of The Temple».
- 2009 — Статик участвовал в фестивале 98 Rockfest в городе Тампа, штат Флорида.
- 2010 — Статик появляется как злодей в четвёртом выпуске серии комиксов Eternal Descent.

## Личная жизнь
Уэйн ездил на изменённом Ford Bronco 1968 года.
После краткого ухаживания Уэйна за порноактрисой Терой Рей они поженились в Лас-Вегасе 10 января 2008 года. Он появляется в качестве таинственного гостя в фильме с участием Рей под названием Radium Vol 2.
13 января 2016 года Рэй умерла в квартире своей подруги в Джошуа-Три, штат Калифорния, от очевидного самоубийства. Ее тело было обнаружено 14 января 2016 года.

## Смерть
Статик умер 1 ноября 2014 года в Ландерсе, штат Калифорния, за три дня до своего 49-летия. В то утро, прежде чем лечь в постель со своей женой, он употребил оксикодон, а также алкоголь. Позже в тот же день она проснулась и обнаружила, что он умер во сне. Его публицист опубликовал заявление, в котором утверждалось, что Статик и Рэй прекратили употреблять «тяжелые наркотики» в 2009 году и что его смерть «не была инцидентом, связанным с наркотиками». Однако вскрытие позже подтвердило, что Статик умер от множественной токсичности отпускаемых по рецепту лекарств, включая опиоидные болеутоляющие оксидон и гидроморфон, антидепрессанты.- лекарство от тревожности алпразолам (Ксанакс) и алкоголь. В докладе также отмечается, что способствующим фактором были годы «хронического злоупотребления отпускаемыми по рецепту лекарствами и алкоголем». Бывшие участники Static-X Коити Фукуда и Тони Кампос отдали дань уважения Static. Static был кремирован в Калифорнии. Затем последовало мемориальное шоу в Лос-Анджелесе, а затем семейная служба в Иллинойсе.

## Project Regeneration
В новом альбоме Static-X под названием «Project Regeneration», который вышел в 2020 году, использован неизданный голос Уэйна Статика. Состав группы такой же, как во времена дебютного альбома Wisconsin Death Trip. Вокалистом в группе выступает Эдсель Доуп из Dope, под прозвищем XerO (ноль) на что указывает татуировка на шее.